# روده‌اسخول
روده‌اسخول (به هلندی: Roodeschool) یک منطقهٔ مسکونی در هلند است که در ایمس‌موند واقع شده‌است. روده‌اسخول ۱٬۳۰۰ نفر جمعیت دارد.